# Kommunistisk Parti i Danmark
Kommunistisk Parti i Danmark (Kommunistiska partiet i Danmark, KPiD) är ett danskt kommunistiskt politiskt parti. Partiledare sedan 2015 är Arne Cheller.
KPiD är ett danskt kommunistiskt parti som grundades år 1993 efter en utbrytning från Danmarks Kommunistiske Parti. 
Officiellt organ för partiet är månadsbladet Kommunist. Partiet har en ungdomsförening kallad KPiD-Ungdom. Internationellt stöttar partiet länderna Kuba och Nordkorea.